# Лаптевский сельсовет (Алтайский край)
Лаптевский сельсовет — муниципальное образование со статусом сельского поселения и административно-территориальное образование в Угловском районе Алтайского края России. Административный центр — село Лаптев Лог.

## История
31 декабря 2013 года в состав сельсовета включён Наумовский сельсовет

## Население
| 1997  | 1998  | 1999  | 2000  | 2001  | 2002  | 2003  | 2004  | 2005  |
| ----- | ----- | ----- | ----- | ----- | ----- | ----- | ----- | ----- |
| 1469  | ↘1432 | ↗1453 | ↗1492 | ↘1449 | ↘1373 | ↘1364 | ↘1315 | ↘1302 |
| 2006  | 2007  | 2008  | 2009  | 2010  | 2011  | 2012  | 2013  | 2014  |
| ↘1287 | ↗1615 | ↘1605 | ↘1417 | ↘1337 | ↘1336 | ↘1288 | ↘1270 | ↗1470 |
| 2015  | 2016  | 2017  | 2018  | 2018  | 2019  | 2020  | 2021  |       |
| ↘1452 | ↘1369 | ↘1334 | ↘1277 | →1277 | ↘1264 | ↘1229 | ↘1191 |       |

По результатам Всероссийской переписи населения 2010 года, численность населения муниципального образования составила 1337 человек, в том числе 630 мужчин и 707 женщин.

## Состав поселения
- Беленькое (село) — 267[12]
- Борисовка (село) — 232[12]
- Горькое (село) — 15[12]
- Лаптев Лог (село, административный центр) — 756[12]
- Наумовка (село) — 305[12]